# ديفيد برادلي (ممثل أمريكي)
ديفيد برادلي (بالإنجليزية: David Bradley)‏ هو ممثل أمريكي، ولد في 2 أكتوبر 1953 في تكساس في الولايات المتحدة.

## وصلات خارجية
- ديفيد برادلي على موقع IMDb (الإنجليزية)
- ديفيد برادلي على موقع ألو سيني (الفرنسية)
- ديفيد برادلي على موقع قاعدة بيانات الأفلام السويدية (السويدية)
- ديفيد برادلي على موقع قاعدة بيانات الفيلم (الإنجليزية)
- ديفيد برادلي على موقع كينوبويسك (الروسية)